# سادوفکا
سادوفکا (انگلیسی: Sadovka) یک شهرک در شهرستان استرلیتاماکسکی استان باشقیرستان کشور روسیه است.